# شهرستان مادوی
شهرستان مادوی (به لاتین: Madoi County) یک منطقهٔ مسکونی در چین است که در ولایت خودمختار گولوگ تبتی واقع شده‌است.